# アンリ・シャリエール
アンリ・シャリエール（Henri Charrière、1906年11月16日 - 1973年7月29日）は、フランスの小説家、映画俳優。

## 生い立ち
南フランスのアルデーシュ県サンテティエンヌ・ド・リュグダーレに教師の息子として生まれる。11歳の時、第一次世界大戦に従軍した父が負傷して帰ってきた後、母まで亡くなると、寄宿学校に預けられた。しかし、反抗的な性格で生徒を暴行するなど学校生活に適応できず、父の勧めで17歳にフランス海軍に入隊。2年間勤務した後、パリの暗黒街で生活を始める。胸に蝶のタトゥーを入れていたことからパピヨン（フランス語で蝶の意味）の名で知られるようになった。
1931年10月26日、シャリエールはロラン・ル・プチという客引きを殺害した容疑で有罪判決を受け、本人は冤罪を主張するも終身刑と重労働10年を宣告され、1933年9月に仏領ギアナのサンローラン・デュ・マロニーの流刑地に送られた。この流刑地は1852年にナポレオン3世により作られた。主要施設は本土にあり、湿地とジャングルに囲まれていた。沖合にはロワイヤール島、サンジョゼフ島、悪魔島があり、脱獄困難な場所にあった。この流刑地は1952年まで使用された。

## 最初の脱獄
流刑地に向かう船の中でシャリエールは流刑地の過酷な環境を知り、脱獄を決意する。シャリエールは流刑地に着くとすぐに体調不良を訴え、診療所で2人の脱獄常習犯であるジョアン・クルジオ、アンドレ・マチュレットと知り合う。3人は脱獄計画を立てる。看守を殴り倒して塀を乗り越え、買収した囮役の囚人とともにジャングルに逃げ込み、丸木舟で安全な場所まで逃げるというものだったが、塀から飛び降りた際にクルジオが足を骨折し、丸木舟は腐っていた。シャリエールは近くのピジョン島にあるハンセン病患者の居留地で小舟を手に入れ、大西洋に漕ぎ出し、1600キロ以上離れたトリニダード島にたどり着く。そこでシャリエールは他の脱獄者たちに助けられながら英領ホンジュラスを目指したが、コロンビアの海岸に流れ着き逮捕された。

## コロンビアの監獄
リオアチャの監獄で地元の密輸業者と知り合い、脱獄に成功したシャリエールはラ・グアヒーラ県のインディオ居留地にたどり着き、真珠採りの村に身を隠し、人々の信頼を得ることに成功した。村を出た直後に修道女に告発されてサンタマルタの監獄に入れられる。そこで28日間、「黒い穴」と呼ばれる独房に入れられた。そこは汚物があふれる地下牢で1日2回、満潮とともに水浸しになった。
その後、バランキージャの監獄に移され、クルジオとマチュレットと再会。彼らは4度目の脱獄を試み、礼拝堂で暴動を扇動したり、見張りに薬を飲ませたり、停電を起こしたり、ダイナマイトの調達にも成功するが、脱獄計画はすべて失敗に終わった。1936年11月、シャリエールは仏領ギアナに移送された。

## 独房での生活
シャリエールはサンジョゼフ島の独房で2年間の監禁生活を送った。クルジオとマチュレットも独房に監禁された。独房では「何も話してはならない」という規則が徹底され、沈黙に耐え切れずに発狂したり、ズボンで首を吊って自殺する者も後を絶たなかった。囚人仲間からタバコとココナッツを受け取るところを見つかり、シャリエールは記憶喪失を装った。シャリエールは2年の独房生活を生き延びたが、クルジオは獄死した。独房から出されるとシャリエールはロワイヤール島に移送された。シャリエールはすぐに脱獄を試みたが、密告されたために密告した男を殺害した。この罪で8年の刑を追加されたが、ある医師の取りなしで刑期を1年7ヵ月に短縮された。

## 再び脱獄
1940年、仏領ギアナ当局は親ナチスのヴィシー政権を支持し、脱獄者は処刑することを決めた。これを回避するため、シャリエールは頭がおかしくなったふりをして、ロワイヤール島の精神病院に送られた。1人の囚人と協力して脱獄を試みたが、小舟が岩に激突して囚人は溺死した。シャリエールは助かったが、悪魔島に送られた。脱獄不可能と言われた島だったが、シャリエールは島の周囲を調べ、高い崖に囲まれた小さな入り江を見つけた。7回に1回大波が来ることを突き止め、その波に乗れば本土にたどり着けることを知った。シャリエールはココナッツの入った袋を海に投げ込み、自分の仮説が正しいことを証明した。シャリエールはシルバンという海賊とココナッツの入った袋を浮き袋代わりにして脱獄した。何日も漂流し、食糧はココナッツの果肉だけだった。2人は本土に流されたが、シルバンは力尽きて死んだ。シャリエールは船でガイアナのジョージタウンに行き、さらに北西のベネズエラに入ったが、ベネズエラで逮捕されエルドラドの監獄に入れられた。殴られるなどの体罰を受けながら劣悪な環境で1年を過ごし、強制労働に従事させられた。

## 釈放
1945年10月18日、合計14年にわたる服役生活を経て、シャリエールは釈放された。シャリエールはベネズエラの市民権を手に入れ、地元の女性と結婚した。カラカスとマラカイボでレストランを経営し、たびたびテレビに出演した。1969年にフランスに帰国し、自伝『パピヨン』を出版した。これはフランス国内で150万部以上が売れ、17か国語に翻訳され、累計で1000万部のベストセラーとなった。
また、1971年には、本人が書いた小説を原作とした映画『太陽の200万ドル』が公開され、シャリエール自身が俳優としてキャストに名前を連ねている。彼は同時に原作と脚本も担当した。
そして1973年に小説『パピヨン』を原作とした映画『パピヨン』が公開され大ヒット。この映画に原作として参加した彼の名声はさらに高まった。
映画の撮影中に主演のスティーブ・マックイーンに会うも、1973年7月29日、スペインのマドリードで咽頭癌のため死去。満66歳没。

## 小説『パピヨン』
当初シャリエールの『パピヨン』（1969年）は実話と信じられていたが、学者らの研究によりほかの脱獄囚たちのエピソードを参考にして作り上げた「自伝小説」であることが明らかになっている。実際に本人も物語の内容の25%ほどがフィクションであることを認めている。特に彼は流刑地から脱獄しアメリカに亡命したルネ・ベルブノワの自伝『乾いたギロチン』（1938年）から影響を受けている。

## 出演
- 『太陽の200万ドル』（Popsy Pop） 映画: マルコー役

## 原作
- 『太陽の200万ドル』（Popsy Pop） 映画: 原作、脚本
- 『パピヨン』（Papillon） 映画: 原作
- 『パピヨン』（Papillon） 映画: 原作

## エピソード
- アンリ・シャリエールは小説『パピヨン』を書くにあたり、同じくギアナの流刑地から脱獄したフランス人で最終的にアメリカで市民権を獲得したルネ・ベルブノワの自伝『乾いたギロチン』（1938年）から強い影響を受けている。
- 映画の冒頭、パピヨンに「フランスは貴様達を見捨てたのだ！フランスのことは忘れろ！」と訓示する植民地司令官は、自身もマッカーシズムでハリウッドに見捨てられた経験を持つ、同映画脚本のダルトン・トランボである。
- 映画『パピヨン』に登場する囚人の多くは実在の人物である。
  - ホフマン演じるルイ・ドガ（英語版）(1890年-没年不明)は、実際に偽造の罪で15年の禁固刑を宣告され、初めの2年間をフランスのカーン刑務所で過ごす。この時にシャリエールと知り合い、その後13年間流刑地でシャリエールと共に過ごす親友となった。映画ではパピヨンやマチュレットと共に脱走を試みたことになっているが、実際にはドガは脱走には参加していない。しかし、コロンビアで捕らえられ、現地のバランキーヤ刑務所に収監されたシャリエールを救う為にジョセフという弟を現地に向かわせている。ドガは流刑地で15年の禁固刑を終え、その後はフランス領ギアナで余生を送った。
  - 実際にはシャリエールが悪魔島に送られたことを示す記録文書はなかった[7]。
  - 映画ではゲイの美男子として描かれているアンドレ・マチュレット（英語版）は、映画と同様に1933年のシャリエールの9度目の脱走に参加したことで知られる。彼は1932年にタクシー運転手殺害の罪でギロチンによる死刑を宣告されるが、当時17歳という若年であったこともあり、流刑地への収監に減刑されたという。映画ではマチュレットは脱走失敗後にパピヨンと共に5年の独房生活を送り、独房から出獄した際にパピヨンの眼前で没していることになっているが、実際には無事に独房収監を終えた。その後シャリエールと共にベネズエラで市民権を取得し、現地で結婚して終生を過ごした。
  - マチュレットと共にシャリエールの脱走に参加したヨーハン・クルジオは、映画では看守に暴行を受け、刑務所からの脱走自体に失敗しているが、実際にはシャリエールたちと共にコロンビアに辿り着いている。しかし、彼の地で捕らえられ2年の独房生活の直後に命を落としている。映画では彼の役回りがマチュレットに置き換えられている。
  - 映画でピジョン島のハンセン病コロニーの元締めとして登場するトゥーサン (en) （1890年 - ?）も実在の囚人である。彼はデビルズ島でハンセン病に感染し、実際にシャリエールたち3人の脱獄の手助けを行っている。その後、トリニダード・トバゴのチャカチャカレ島ハンセン病コロニーで終生を過ごした。

## 参考資料
- TVドキュメンタリー番組『Cayenne-Hollywood - Les Véritables Histoires de Papillon』（2008年、仏）